# Battaglia di Cizico (193)
La battaglia di Cizico fu uno scontro, avvenuto nel 193 nei pressi della città di Cizico, tra le forze dell'imperatore romano Settimio Severo e quelle del suo rivale Pescennio Nigro. Fu combattuta dall'esercito di Settimio agli ordini di Tiberio Claudio Candido, che aveva attraversato il Bosforo, contro quello di Pescennio comandato dal legato Asellio Emiliano, il quale fu vinto perdendo la vita. L'esercito allo sbando si ritirò verso oriente e si unì a Nigro.

## Contesto storico
Alla morte di Pertinace, a Roma venne eletto imperatore Didio Giuliano, col sostegno della Guardia pretoriana (193). I generali che comandavano le armate provinciali, però, non riconobbero il nuovo imperatore e, col sostegno delle proprie truppe, ambirono al trono. Il primo a giungere a Roma e a farsi acclamare imperatore fu il governatore della Pannonia superiore, Settimio Severo, sostenuto dalle legioni danubiane; dopo aver ottenuto il potere, però, Severo si trovò a doverlo difendere dai suoi concorrenti, il governatore della Siria, Pescennio Nigro, sostenuto dalle legioni orientali, e quello della Britannia, Clodio Albino, a capo delle legioni occidentali.
Le legioni danubiane di Severo, comandate da Tiberio Claudio Candido, si mossero rapidamente verso Oriente; qui Nigro si era assicurato il controllo di Bisanzio e aveva distaccato alcune truppe, sotto il comando di Asellio Emiliano, alla difesa delle coste meridionali del Mar di Marmara, allo scopo di impedire alle truppe di Severo il passaggio in Oriente.

## Battaglia
Candido, però, riuscì a passare lo stretto e affrontò Emiliano in battaglia, sconfiggendolo e mettendolo a morte.

## Conseguenze
Nigro, assediato a Bisanzio dal generale (e poi storico) Mario Massimo, fu costretto a ritirarsi a Nicea, dove venne però sconfitto (battaglia di Nicea). Un errore nella Historia Augusta, ripreso da altri autori, vuole Nigro morto nella battaglia di Cizico, invece che a seguito della battaglia di Isso (194).